# Antoing
Antoing (en picard Antw'on) és un municipi belga de la província d'Hainaut a la regió valona. Té l'estatut honorari de ciutat. És el resultat de la fusió, el 1977 dels municipis d'Antoing, Maubray, Péronnes-lez-Antoing, Bruyelle, Calonne i Fontenoy. El 2020 tenia 7720 habitants.
El primer esment Amtonio data del 868. Des de l'època romana hi havia carreres de pedra calcària i forns de calç.